# تک‌جمله‌ای
در ریاضیات، تک‌جمله‌ای (به انگلیسی: monomial) یک چندجمله‌ای است که فقط یک جمله دارد. به بیان دیگر، تک‌جمله‌ای نوعی از چندجمله‌ای است که همه متغیرهای آن از یک درجه باشند.